# Ambias
L'Ambias est une rivière du sud de la France sous-affluent du Tarn et de la Garonne.

## Géographie
De 11,6 km de longueur, il prend sa source sur la commune de Le Masnau-Massuguiès dans le Tarn et se jette dans le Dadou en rive droite sur la commune de Paulinet

### Communes et cantons traversés
- Tarn : Le Masnau-Massuguiès, Massals, Paulinet.

## Principaux affluents
- L'Ambiasselle, 13,4 km
- Rec del Ver